# Anisotremus surinamensis
Anisotremus surinamensis és una espècie de peix pertanyent a la família dels hemúlids.

## Descripció
- Pot arribar a fer 76 cm de llargària màxima (normalment, en fa 45) i 5.780 g de pes.
- 12 espines i 18-18 radis tous a l'aleta dorsal i 3 espines i 9 radis tous a l'anal.[3][4][5]

## Alimentació
Menja durant la nit crustacis, mol·luscs, peixets i eriçons de mar del gènere Diadema.

## Depredadors
Al Brasil és depredat pel tauró dels esculls del Carib (Carcharhinus perezii).

## Hàbitat
És un peix marí, associat als esculls i de clima subtropical (30°N-33°S) que viu entre 0-20 m de fondària (normalment, entre 0-15).

## Distribució geogràfica
Es troba a l'Atlàntic occidental: des de Florida (els Estats Units) i les Bahames fins als Brasil, incloent-hi el golf de Mèxic i el mar Carib.

## Ús comercial
Es comercialitza fresc.

## Observacions
N'hi ha informes d'enverinament per ciguatera.